# Lőrinc Szabó
Lőrinc Szabó (Miskolc, 31 marzo 1900 – Budapest, 3 ottobre 1957) è stato un poeta e traduttore ungherese.

## Biografia
Figlio di Ilona Panyiczky e del macchinista ferroviario Lőrinc Szabó, quando il piccolo Lőrinc aveva tre anni la famiglia si trasferì a Balassagyarmat dove frequentò le scuole per poi proseguire gli studi a Debrecen. Studiò filologia presso la Università di Budapest.
A Budapest divenne amico del poeta Mihály Babits. Interruppe gli studi e nel 1921 iniziò a lavorare per la rivista "Az Est" , poco dopo aver sposato Klára Mikes.
Tra il 1927 e il 1928 fondò e pubblicò la rivista "Pandora" e lavorò per il giornale "Pesti Napló" (Quotidiano di Pest).
Fu frequentatore regolare della società tedesco-ungherese, spesso veniva invitato dal direttore Julius Farkas a tenere letture. Nel 1942 venne incaricato dal ministero della cultura di recarsi al Weimarer Dichtertreffen, il più importante incontro letterario dell'epoca nazista che si teneva annualmente a Weimar, qui conobbe Carl Rothe, poeta, funzionario culturale del governo nazionalsocialista e segretario generale dell'Unione Europea degli Scrittori (Europäische Schriftsteller-Vereinigung - ESV) fondata nel 1941 con lo scopo di sostituire il P.E.N.-Club nell'area germanofona e nell'Europa occupata dai tedeschi.
Szabó si associò all'organizzazione e prese il posto di József Nyírő come portavoce ungherese dell'associazione. Pubblicò anche alcuni scritti nel periodico dell'ESV, "Europäische Literatur".
A causa della collaborazione con i tedeschi venne accusato di orientamento filonazista e gli venne proibito di pubblicare opere proprie limitandone l'attività a quella di traduttore. Solo poco prima della morte ne venne rivalutata la produzione letteraria e gli venne conferito il Premio Kossuth.

## Opere
Le prime opere poetiche vennero pubblicate negli anni '20 sulla rivista letteraria "Nyugat". Nel 1922 pubblicò un'antologia intitolata Föld, erdő, Isten ("Terra, bosco, Dio") che ebbe un discreto successo.
Tra gli anni '20 e gli anni '30 fu uno degli innovatori nella lirica ungherese, considerato uno dei poeti di spicco e apprezzato per forme poetiche e descrizioni precise, i temi delle sue opere spaziavano dall'osservazione della natura all'analisi della coscienza e della vita quotidiana.
Del 1947 è la sua opera più celebre, il ciclo poetico Tücsökzene ("Musica di grilli").
Scrisse diverse poesie dedicate ai figli Lóci e Klári. Nel 1950, in occasione del suicidio di Erzsébet Korzáti con la quale aveva da anni una relazione scrisse un ciclo di sonetti intitolato A huszonhatodik év ("Il ventiseiesimo anno").
Tradusse numerosissimi poeti, tra i quali Villon, Shakespeare, Goethe, Kleist, Mörike, Baudelaire, Nietzsche, George, Rilke, Benn e Weinheber.